# ドナルド・グランサム
ドナルド・グランサム（Donald Grantham, 1947年11月9日 - ）は、アメリカ合衆国の作曲家。

## 概要
オクラホマ州ダンカンに生まれる。8歳でピアノを弾きはじめ、中学校でトランペットを吹くようになり、17歳のときには仲間の金管アンサンブルのために作曲をしていた。オクラホマ大学と南カリフォルニア大学で作曲を学び、1973年と1974年にはフォンテーヌブローのアメリカ音楽院でナディア・ブーランジェにも学ぶ。のちに南カリフォルニア大学やテキサス大学オースティン校で教鞭を取る。
幅広い分野に作品を残し、世界中で演奏・録音されるとともに多くの賞を受賞しており、その音楽はアメリカ芸術文学アカデミーによる表彰において「優雅さ、繊細さ、思考の明解さ、表現の明晰さ、優れたリリシズム」と表現されている。多くの場合ウィットを失うことなく、既存の音楽素材を織りあわせ現代的な枠組みに嵌めこむ手法をよく用い、「熟練した対位法の使い手として、入り組んだ音楽と聴衆を、小難しくなることなく結びつける」。吹奏楽の分野でも高い人気を博しており、1994年作曲の「バムズ・ラッシュ」がレヴェリ賞を受賞して以降、多くの作品を提供している。

## 受賞歴
- リリ・ブーランジェ賞（オランダ語版）…1976年
- グッゲンハイム・フェロー…1990年
- 全米オペラ協会（National Opera Association）室内オペラコンテスト…1991年 ("The Boor")
- レヴェリ賞…1995年（バムズ・ラッシュ）、1998年（幻想的変奏曲）、1999年（サザン・ハーモニー）
- オストウォルド賞…1999年（幻想的変奏曲）、2000年（サザン・ハーモニー、委嘱）

## 主な作品

### 吹奏楽曲
- バムズ・ラッシュ Bum's Rush (1994)
- ガーシュウィンの前奏曲第2番による幻想的変奏曲 Fantasy Variations (1997)
- サザン・ハーモニー Southern Harmony (1998)
- ジェ・エテ・オ・バル（私はダンスへ行った）J’ai été au bal (1999)
- ケンタッキー・ハーモニー Kentucky Harmony (2000)
- ドント・ユー・シー？ Don't You See? (2000)
- アメリカの騎兵隊の歌による変奏曲 Variations on an American Cavalry Song (2001)
- J.S.ダンス J.S.Dances (2003)
- バロンズ Barons
  - バロン・シミティエールズ・マンボ Baron Cimetiere's Mambo (2004)
  - Baron Samedi's Sarabande (and Soft Shoe) (2005)
  - Baron La Croix's Shuffle (2007)
  - Baron Piquant on Pointe (2011)
- 舞楽 Court Music (2005)
- スターリィ・クラウン Starry Crown (2007)
- 管楽器と打楽器のための交響曲 Symphony for Winds and Percussion (2009)
- スパングルド・ヘヴンズ Spangled Heavens (2010)
- 交響曲第2番「ハーフィズに寄せて」 Symphony No. 2 "after Hafiz" (2016)
- キルカ1600 Circa 1600 (2018)